# 冴樹高雄
冴樹 高雄（さえき たかお、6月14日 - ）は、日本の漫画家。男性。血液型はO型。福岡県出身。別名、牙尾彪（きばお たけし）。中央大学漫画研究会出身で、赤松健やTAGROと交流がある。

## 作風
劇画調の筆致を得意とする。ジャンルは成人向けの作品が多い。主に『COMIC LO』『コミックPOT（旧コミックライズ）』などで活動中。一昔前の牙尾彪（ヒーロー作品）はアンソロジー本『アンダーカバーボーイズ（「ヒロシとユウ」）』に掲載。

### COMIC LO
なお当雑誌による、作者の成人向け漫画に極めて特徴的な点として、主人公（ヒロイン）への過激な陵辱描写が挙げられる。『COMIC LO』では、「ラブラブ激甘作品」「ヒーローが肉体関係をもつ（陵辱する）作品」「ヒロインが陵辱される作品」「陵辱を含む別展開作品」「陵辱を含む全く救いが見られない鬼畜作品」（現時点では5種類のみ）等が挙げられる。

## 作品リスト

### 分類
A：「ヒーローが肉体関係（凌辱する）をもつ作品」
B：「ラブラブ激甘作品」
C：「ヒロインが陵辱される作品」
D：「陵辱を含む別展開作品」
E：「陵辱を含む全く救いが見られない鬼畜作品」

#### 朝まで個人授業
（1997年7月発売、メディアックス〈MDコミックス〉、ISBN 4-89613-326-9 絶版）
- 涙の数だけ笑顔を
- 朝まで個人授業
- チャイミング・ハート
- チャイム先生の異常な日常
- Moonlight Trigger
- Baking Lover
- 愛玩の廻廊
- BLACK Romance
- ぱんぷきん・ペット

#### CRIMZON HEARTS
（2001年11月発売、メディアックス〈MDコミックス〉、ISBN 4-89613-467-2 絶版）
- CRIMZON HEARTS
  - おしかけて前奏曲
  - 風色のTomorrow
  - 月風のエージェント
  - 琥珀色のDESTINY
  - 闇色のイルミネーション（前編）
  - 闇色のイルミネーション（後編）
- Feel My Heart-
- 雨やどり-
- 雨の日のすごし方-

#### CRIMZON HALF
（2003年2月発売、メディアックス〈MDコミックス〉、ISBN 4-89613-952-6 絶版）
- CRIMZON HEARTS
  - ワンス・モア・前奏曲
  - 翡翠色のエンゲージ（前編）
  - 翡翠色のエンゲージ（中編）
  - 翡翠色のエンゲージ（後編）
  - 唐棣花色のモノローグ
- のぞきあい（前編）
- のぞきあい（後編）
- お祭りの夜（COMIC LO 創刊号〈COMIC天魔2002年10月号増刊〉-A）

#### 少女姦蔑所
（2004年11月25日発売、茜新社〈TENMACOMICS LO #6〉、ISBN 4-87182-712-7）
- 哀する妹
- 強制相姦（前編・COMIC LO 2号〈COMIC天魔2003年7月号増刊〉-C）
- 強制妊娠（後編・COMIC LO 5号〈COMIC天魔2004年5月号増刊〉、COMIC LO 17号-D）
- ちぇーん・ふれんど（COMIC LO 8号-C）
- 保健室の姫君（COMIC LO 6号〈COMIC天魔2004年6月号増刊〉、COMIC LO 17号-E）
- 夜に咲く華
- 呼子鳥の部屋
- ぱんつは忘れずに（COMIC LO 9号、COMIC LO 20号-C）
- とらぶる妹（シスター）

#### CRIMZON LAST
（2005年11月発売、メディアックス〈MDコミックス〉、ISBN 4-86201-010-5 絶版）
- CRIMZON HEARTS
  - 夕日色の懺悔
  - 澱色の不安（前編）
  - 澱色の不安（後編）
  - 鈴音色の風（前編）
  - 鈴音色の風（後編）
  - 今日の日はさようなら+解説
- いつだってLovin'YOU

#### 児犯鬼
（2006年4月15日発売、茜新社〈TENMACOMICS LO #25〉、ISBN 4-87182-838-7）
- 『夏』はソコにある（COMIC LO 2006年2月号-C）
- 子供（ムスメ）の幸せは親（パパ）の幸せ-B
- 午前1時の託児所（COMIC LO 13号-E）
- 下校狩り（COMIC LO 15号-C）
- 姉妹狩り（COMIC LO 16号-C）
- 誘拐特典（COMIC LO 12号-C）
- ちょーしゅー日は週末（COMIC LO 14号-E）
- 雨の日のおむかえ-B
- お日様の下の二人（COMIC LO 10号、COMIC LO 22号-B）
- イジワリング デート-B

#### 鬼菓子魔
（2007年8月17日発売、茜新社〈TENMA COMICS LO #44〉、ISBN 978-4-87182-935-9 絶版）
- 大人ごっこ（A）
- お兄ちゃん家のおフロ
- ふぁーすと・すてっぷ
- 想い出のあのコ
- 下校途中の電車狩り（COMIC LO 2006年11月号-C）
- Father Fucker ＃1（COMIC LO 2006年5月号-A）
- Father Fucker ＃2（COMIC LO 2006年7月号-A・C・E）
- Father Fucker ＃3（COMIC LO 2007年9月号-A・B・C・D）[注 2]
- 強姦温泉（COMIC LO 2007年3月号-D）
- 下校途中の電車狩り
- 性教育の現場

#### 生オモチャ
（2010年3月26日発売、茜新社〈TENMACOMICS LO #81〉、ISBN 978-4-86349-115-1）
- 湯けむり売春慕情－姉買い編（COMIC LO 2009年9月号-A）
- 湯けむり売春慕情－姉妹御膳編（COMIC LO 2010年2月号-A・B）
- 童貞の御馳走（ディナー）（COMIC LO 2009年7月号-D）
- アフターれいぷ（COMIC LO 2009年2月号-E）
- 下層小学生（COMIC LO 2008年7月号-E）
- 転校（ころ）がる少女（COMIC LO 2008年10月号-E）
- クズの哀妹（エサ）（COMIC LO 2008年12月号-E）
- じゅにあ・れいぱーず（COMIC LO 2007年10月号-C）
- 寒中強姦（COMIC LO 2008年3月号-D）
- 大人ごっこ2 -夏休み編-（A）